# Nati il 19 novembre
| Questa pagina contiene informazioni ricavate automaticamente dalle voci biografiche con l'ausilio del template Bio e di un bot. L'aggiornamento è periodico e automatico e ricostruisce completamente la pagina. Se manca una persona in questa lista, sei pregato di non aggiungerla, ma accertati piuttosto che la sua voce biografica contenga il template Bio e che i dati anagrafici siano correttamente compilati. Se il template Bio manca, inseriscilo tu stesso o, in alternativa, metti l'avviso {{tmp\|Bio}} che ne segnala la mancanza. Se i dati riportati sono sbagliati, correggi direttamente la voce biografica; le modifiche saranno visibili in questa lista entro pochi giorni. Per chiarimenti vedi il progetto biografie. La lista contiene solo le 1.127 persone che sono citate nell'enciclopedia e per le quali è stato implementato correttamente il template Bio. Pagina aggiornata al 17 ago 2025. |

## XIII secolo(1)
- 1235 - Enrico XIII di Baviera, duca tedesco († 1290)

## XV secolo(3)
- 1413 - Federico II di Brandeburgo, principe († 1471)
- 1464 - Go-Kashiwabara, imperatore giapponese († 1526)
- 1500 - Antonio Vignali, scrittore e poeta italiano († 1559)

## XVI secolo(9)
- 1503 - Pier Luigi Farnese, nobile italiano († 1547)
- 1517 - Fulvio Giulio della Corgna, cardinale e vescovo cattolico italiano († 1583)
- 1563 - Robert Sidney, I conte di Leicester, mecenate e poeta inglese († 1626)
- 1572 - Alessandro Antelminelli, nobile, avventuriero e diplomatico italiano († 1657)
- 1580 - Girolamo Marulli, italiana († 1656)
- 1595 - Mōri Hidenari, militare giapponese († 1651)
- 1597 - Elisabetta Carlotta del Palatinato-Simmern, nobile tedesca († 1660)
- 1600 - Lieuwe van Aitzema, storico olandese († 1669)
- 1600 - Carlo I d'Inghilterra, sovrano britannico († 1649)

## XVII secolo(9)
- 1609 - Luigi Mattei, generale, nobile e diplomatico italiano († 1665)
- 1616 - Eustache Le Sueur, pittore francese († 1655)
- 1649 - Joseph Andrault de Langeron, ammiraglio francese († 1711)
- 1650 - Giovanni Battista Pastorini, poeta e presbitero italiano († 1732)
- 1650 - Enrico di Sassonia-Römhild, duca tedesco († 1710)
- 1653 - Cristiano II di Sassonia-Merseburg, duca († 1694)
- 1659 - Jacques-Louis de Valon, militare e poeta francese († 1719)
- 1668 - Filippo Guglielmo Augusto del Palatinato, nobile tedesco († 1693)
- 1679 - Francesco De Sanctis, architetto italiano († 1731)

## XVIII secolo(29)
- 1704 - Richard Pococke, vescovo anglicano, viaggiatore e antropologo inglese († 1765)
- 1707 - Maria Felice Tibaldi, pittrice italiana († 1770)
- 1710 - Giovanni Andrea Lazzarini, pittore e poeta italiano († 1801)
- 1711 - Michail Vasil'evič Lomonosov, scienziato e linguista russo († 1765)
- 1714 - Enrico Albrici, pittore italiano († 1773)
- 1722 - Joseph Leopold Auenbrugger, medico austriaco († 1809)
- 1730 - Domenico Pignatelli di Belmonte, cardinale e arcivescovo cattolico italiano († 1803)
- 1732 - Antoine-Jean Amelot de Chaillou, politico francese († 1795)
- 1732 - Giuseppe Geremia, musicista e compositore italiano († 1814)
- 1732 - Filippo Rosa Morando, letterato, drammaturgo e poeta italiano († 1757)
- 1739 - François Claude de Bouillé, generale francese († 1800)
- 1749 - Giovanni Battista Staffieri, stuccatore e scultore svizzero († 1808)
- 1752 - George Rogers Clark, generale statunitense († 1818)
- 1754 - Augusto Federico di Sassonia-Meiningen, nobile tedesco († 1782)
- 1754 - Pedro Romero, torero spagnolo († 1839)
- 1760 - Giovanni Battista Guglielmini, fisico e religioso italiano († 1817)
- 1760 - Giovanni Paradisi, matematico, politico e poeta italiano († 1826)
- 1763 - Carl Ludwig Fernow, critico d'arte e scrittore tedesco († 1808)
- 1766 - Francesco Strano, religioso e bibliotecario italiano († 1831)
- 1770 - Adam Johann von Krusenstern, ammiraglio e esploratore estone († 1846)
- 1775 - Johann Karl Wilhelm Illiger, biologo e zoologo tedesco († 1813)
- 1778 - Antonietta Fagnani Arese, nobile italiana († 1847)
- 1778 - James Webber Smith, generale britannico († 1853)
- 1779 - Luisa Carlotta di Meclemburgo-Schwerin, duchessa († 1801)
- 1786 - Maria Elisabetta Renzi, religiosa italiana († 1859)
- 1786 - Friedrich von Gerok, teologo tedesco († 1865)
- 1790 - Isabel Calvimontes, patriota argentina († 1855)
- 1796 - Christian Lorenz Sommer, filologo classico tedesco († 1846)
- 1798 - Giuseppe Montieri, vescovo cattolico italiano († 1862)

## XIX secolo(182)
- 1805 - Édouard Drouyn de Lhuys, politico francese († 1881)
- 1805 - Ferdinand de Lesseps, diplomatico e imprenditore francese († 1894)
- 1808 - Barnaba Tortolini, matematico italiano († 1874)
- 1812 - Adalbert Kuhn, linguista e filologo tedesco († 1881)
- 1812 - Eugène de Mirecourt, giornalista e scrittore francese († 1880)
- 1817 - Angelo Bianchi, cardinale e arcivescovo cattolico italiano († 1897)
- 1817 - Claudio Sandonnini, politico italiano († 1899)
- 1821 - Eugénie Doche, attrice teatrale belga († 1900)
- 1822 - Bernardino Giannuzzi-Savelli, magistrato e politico italiano († 1887)
- 1822 - François-Jean-Marie Laouënan, missionario e vescovo cattolico francese († 1892)
- 1825 - Francis Fane, XII conte di Westmorland, ufficiale inglese († 1891)
- 1825 - Giuseppe Govone, generale, politico e agente segreto italiano († 1872)
- 1826 - William Crowninshield Endicott, politico statunitense († 1900)
- 1827 - Henry Howe Bemrose, politico britannico († 1911)
- 1828 - Félix-Henri Giacomotti, pittore francese († 1909)
- 1828 - Frank Healey, compositore di scacchi britannico († 1908)
- 1828 - Rani Lakshmi Bai, regina indiana († 1858)
- 1829 - Georg Meissner, anatomista e fisiologo tedesco († 1905)
- 1829 - Cesare Rossi, attore teatrale italiano († 1898)
- 1830 - Manuel Antonio de Almeida, scrittore brasiliano († 1861)
- 1831 - James A. Garfield, politico e generale statunitense († 1881)
- 1831 - Beniamino Marciano, patriota, educatore e politico italiano († 1907)
- 1832 - Gustav Teichmüller, filosofo tedesco († 1888)
- 1833 - Adolfo Bartoli, letterato italiano († 1894)
- 1833 - Wilhelm Dilthey, filosofo e psicologo tedesco († 1911)
- 1833 - Eliza Lynch, first lady paraguaiana († 1886)
- 1834 - Mečislovas Leonardas Paliulionis, vescovo cattolico lituano († 1908)
- 1834 - Georg Hermann Quincke, fisico tedesco († 1924)
- 1835 - Franz Krones, storico austriaco († 1902)
- 1835 - Fitzhugh Lee, politico statunitense († 1905)
- 1836 - Giuseppe Lovera di Maria, ammiraglio italiano († 1903)
- 1838 - Frédéric Janssoone, religioso francese († 1916)
- 1839 - Emil Škoda, imprenditore boemo († 1900)
- 1840 - Aleksandr Kovalevskij, zoologo russo († 1901)
- 1841 - Andrej Kmeť, presbitero, botanico e etnografo slovacco († 1908)
- 1841 - Antonino Salinas, archeologo e numismatico italiano († 1914)
- 1841 - Frigyes Schulek, architetto ungherese († 1919)
- 1841 - Lodovico Zambeletti, farmacista e imprenditore italiano († 1890)
- 1842 - Vincenz Czerny, ginecologo e chirurgo tedesco († 1916)
- 1843 - Richard Avenarius, filosofo tedesco († 1896)
- 1843 - Hagop Baronian, scrittore, giornalista e drammaturgo armeno († 1891)
- 1844 - Maxime Vuillaume, ingegnere e giornalista francese († 1925)
- 1845 - Gianpietro Talamini, giornalista italiano († 1934)
- 1845 - Maria Waldmann, mezzosoprano austriaca († 1920)
- 1847 - Lionel Dauriac, musicologo e filosofo francese († 1923)
- 1847 - Carl Friedländer, patologo e microbiologo tedesco († 1887)
- 1847 - Mario Gigliucci, patriota, ingegnere e imprenditore italiano († 1937)
- 1847 - Carlo Sanseverino, imprenditore e politico italiano († 1919)
- 1848 - Alessandro Biggi, politico e scultore italiano († 1926)
- 1849 - James Mason, scacchista irlandese († 1905)
- 1849 - Domenico de Roberto, avvocato, giurista e politico italiano († 1911)
- 1856 - Vincenzo Garioni, generale italiano († 1929)
- 1857 - Christina Grigor'evna Grinberg, rivoluzionaria russa († 1942)
- 1857 - Gustave Lyon, ingegnere e musicista francese († 1936)
- 1857 - Arturo Vecchini, avvocato e politico italiano († 1927)
- 1858 - Giovanni Cartia, politico italiano († 1939)
- 1859 - Émile Andrieux, schermidore francese († 1935)
- 1859 - Michail Michajlovič Ippolitov-Ivanov, compositore russo († 1935)
- 1859 - Giovanni Santoro, magistrato e politico italiano († 1941)
- 1860 - Ernesto Rubin de Cervin, ammiraglio italiano († 1915)
- 1862 - Umberto Fadini, generale italiano († 1918)
- 1862 - George Rous, III conte di Stradbroke, nobile e ufficiale inglese († 1947)
- 1865 - George Barbier, attore statunitense († 1945)
- 1865 - Brigida Maria Postorino, religiosa italiana († 1960)
- 1866 - Georg Carl Amdrup, esploratore danese († 1947)
- 1866 - Hugo Felix, compositore austriaco († 1934)
- 1866 - Ndre Mjeda, poeta e politico albanese († 1937)
- 1866 - Dagmar Möller, soprano svedese († 1956)
- 1867 - Ángel Gallardo, biologo, ingegnere e entomologo argentino († 1934)
- 1868 - Gustave-Auguste Ferrié, ingegnere e generale francese († 1932)
- 1869 - Giovanni Guarlotti, pittore italiano († 1954)
- 1871 - Jack Flett, giocatore di lacrosse canadese († 1932)
- 1872 - Alberto Alessio, matematico e esperantista italiano († 1944)
- 1873 - Pico Deodato Cavalieri, militare e aviatore italiano († 1917)
- 1873 - Adrien Fauchier-Magnan, tennista francese († 1965)
- 1873 - Harry Solter, regista e attore statunitense († 1920)
- 1873 - Charles Albert Williams, allenatore di calcio e calciatore inglese († 1952)
- 1874 - Charles Chadwick, martellista, pesista e tiratore di fune statunitense († 1953)
- 1874 - Ėdvard Puchal'skij, regista cinematografico russo († 1942)
- 1875 - Hiram Bingham, esploratore, archeologo e politico statunitense († 1956)
- 1875 - Michail Ivanovič Kalinin, politico e rivoluzionario sovietico († 1946)
- 1875 - Albert Stolz, pittore italiano († 1947)
- 1876 - Tat'jana Afanas'eva, matematica olandese († 1964)
- 1876 - Ludovico Necchi, medico e religioso italiano († 1930)
- 1876 - Ludwig Schirmeyer, storico tedesco († 1960)
- 1876 - Euclide Silvestri, ingegnere e politico italiano († 1954)
- 1876 - James Steen, pallanuotista statunitense († 1949)
- 1876 - Louis Bonniot de Fleurac, mezzofondista e siepista francese († 1965)
- 1877 - André Corvington, schermidore haitiano († 1918)
- 1877 - Giuseppe Volpi, nobile, imprenditore e politico italiano († 1947)
- 1878 - Silvio Piero Bertollo, calciatore e imprenditore italiano († 1966)
- 1878 - Meredith Colket, astista statunitense († 1947)
- 1878 - Luca Comerio, direttore della fotografia, regista e produttore cinematografico italiano († 1940)
- 1878 - Eugenio Minisini, generale, inventore e partigiano italiano († 1946)
- 1878 - Werner von Rheinbaben, politico, diplomatico e giornalista tedesco († 1975)
- 1879 - Vincenzo De Simone, poeta italiano († 1942)
- 1879 - Antonio Scialoja, giurista e politico italiano († 1962)
- 1879 - Arthur Stockhoff, canottiere statunitense († 1934)
- 1879 - Franz Stöhr, politico tedesco († 1938)
- 1880 - Senatore Borletti, imprenditore e politico italiano († 1939)
- 1880 - Henry Noble MacCracken, docente statunitense († 1970)
- 1880 - Angelo Prunas, politico e avvocato italiano († 1943)
- 1880 - Léon Thiébaut, schermidore francese († 1956)
- 1881 - Alessandro Levi, giurista, filosofo e antifascista italiano († 1953)
- 1882 - Abol-Ghasem Mostafavi Kashani, politico iraniano († 1962)
- 1882 - Margaret Mayo, commediografa, attrice e sceneggiatrice statunitense († 1951)
- 1882 - Aurel Vlaicu, aviatore rumeno († 1913)
- 1883 - Giovanni Balbi di Robecco, calciatore, aviatore e tennista italiano († 1964)
- 1883 - Giovacchino Forzano, giornalista, commediografo e regista italiano († 1970)
- 1883 - Ned Sparks, attore canadese († 1957)
- 1884 - Norman Allin, basso e insegnante britannico († 1973)
- 1884 - Gaston Cyprès, calciatore francese († 1925)
- 1884 - Elinor Kershaw, attrice statunitense († 1971)
- 1884 - Franz Mattenklott, militare tedesco († 1954)
- 1885 - Raoul Gressier, calciatore francese († 1915)
- 1885 - Erskine Sanford, attore statunitense († 1969)
- 1885 - Kazimierz Sosnkowski, politico e generale polacco († 1969)
- 1886 - Fernand Crommelynck, drammaturgo, attore e sceneggiatore belga († 1970)
- 1886 - Sigurd Holter, velista norvegese († 1963)
- 1886 - Jules Masselis, ciclista su strada belga († 1965)
- 1887 - Alfred Baeumler, filosofo tedesco († 1968)
- 1887 - Felice Minotti, attore italiano († 1963)
- 1887 - James Batcheller Sumner, chimico statunitense († 1955)
- 1888 - John Blair, calciatore nordirlandese († 1934)
- 1888 - José Raúl Capablanca, scacchista cubano († 1942)
- 1888 - Carlo Galletti, calciatore italiano († 1915)
- 1888 - Marguerite Namara, soprano e attrice statunitense († 1974)
- 1888 - Tirumalai Krishnamacharya, insegnante indiano († 1989)
- 1889 - Angelo Negri, vescovo cattolico e missionario italiano († 1949)
- 1889 - Clifton Webb, attore statunitense († 1966)
- 1890 - Christian Grøthan, calciatore danese († 1951)
- 1891 - Horst Großmann, militare tedesco († 1972)
- 1891 - Bill Voisey, allenatore di calcio e calciatore inglese († 1964)
- 1892 - Lucien Andriot, direttore della fotografia francese († 1979)
- 1892 - Guglielmo Janni, pittore e letterato italiano († 1958)
- 1892 - Alessandro Resch, aviatore italiano († 1966)
- 1892 - Angelo Tasca, politico, scrittore e storico italiano († 1960)
- 1893 - Anton Eduard van Arkel, chimico olandese († 1976)
- 1893 - Johnny Dundee, pugile statunitense († 1965)
- 1893 - Sid Daniels, marinaio inglese († 1983)
- 1893 - Léon Delsarte, ginnasta francese († 1963)
- 1893 - Checco Durante, attore e poeta italiano († 1976)
- 1893 - Bert Glennon, direttore della fotografia statunitense († 1967)
- 1893 - Attilio Marchesi, calciatore italiano
- 1893 - Chrispin Martin, attore statunitense († 1953)
- 1893 - Kōgo Noda, sceneggiatore giapponese († 1968)
- 1893 - Rudolf von Roman, generale tedesco († 1970)
- 1893 - Bob Spears, pistard australiano († 1950)
- 1894 - Phyllis Bentley, scrittrice britannica († 1977)
- 1894 - Luis Giannattasio, ingegnere e politico uruguaiano († 1965)
- 1894 - Heinz Hopf, matematico tedesco († 1971)
- 1894 - Isabella Maria di Braganza, principessa portoghese († 1970)
- 1894 - Guido Mussini, politico italiano († 1957)
- 1894 - Pietro Sordi, aviatore italiano († 1970)
- 1894 - Wacław Stachiewicz, generale e scrittore polacco († 1973)
- 1894 - Américo Tomás, ammiraglio e politico portoghese († 1987)
- 1895 - Yakima Canutt, attore e stuntman statunitense († 1986)
- 1895 - June Caprice, attrice statunitense († 1936)
- 1895 - Louise Dahl-Wolfe, fotografa statunitense († 1989)
- 1895 - Pierre Gaxotte, giornalista e storico francese († 1982)
- 1895 - Louis Golding, scrittore e sceneggiatore britannico († 1958)
- 1895 - Evert van Linge, calciatore e architetto olandese († 1964)
- 1896 - Bruno Migliorini, linguista, filologo e esperantista italiano († 1975)
- 1896 - Anton Walbrook, attore austriaco († 1967)
- 1897 - George Parker, marciatore australiano († 1974)
- 1897 - Tom Parker, calciatore e allenatore di calcio inglese († 1987)
- 1897 - Giusto Pinzani, artigiano italiano († 1986)
- 1897 - Bernhard Rein, calciatore estone († 1976)
- 1897 - Quentin Roosevelt, ufficiale statunitense († 1918)
- 1898 - Ugo Pignotti, schermidore italiano († 1989)
- 1898 - Max-Günther Schrank, militare tedesco († 1960)
- 1898 - William Herbert Sheldon, psicologo e numismatico statunitense († 1977)
- 1899 - Andrija Artuković, politico e avvocato croato († 1988)
- 1899 - Luigi Cortese, compositore italiano († 1976)
- 1899 - Jean Manse, sceneggiatore e paroliere francese († 1967)
- 1899 - Ferenc Plemich, calciatore e allenatore di calcio ungherese († 1989)
- 1899 - Allen Tate, poeta e critico letterario statunitense († 1979)
- 1900 - Bunny Ahearne, dirigente sportivo irlandese († 1985)
- 1900 - Gertrude d'Asburgo-Lorena, nobile († 1962)
- 1900 - Michail Alekseevič Lavrent'ev, matematico sovietico († 1980)
- 1900 - Aleksandr Aleksandrovič Novikov, generale sovietico († 1976)
- 1900 - Anna Seghers, scrittrice tedesca († 1983)

## XX secolo(869)
- 1901 - Nina Bari, matematica sovietica († 1961)
- 1901 - Berta Drews, attrice tedesca († 1987)
- 1901 - Kurt Ettinger, schermidore austriaco († 1982)
- 1901 - Károly Furmann, calciatore ungherese († 1984)
- 1901 - Pasquale Pasquini, biologo e zoologo italiano († 1977)
- 1901 - Edmondo Riva, partigiano italiano († 1944)
- 1902 - Richard Alexander, attore statunitense († 1989)
- 1902 - Patricia Avery, attrice statunitense († 1973)
- 1902 - Trevor Bardette, attore statunitense († 1977)
- 1902 - Mario Gianni, calciatore e allenatore di calcio italiano († 1967)
- 1902 - Mafalda di Savoia, principessa italiana († 1944)
- 1903 - Nancy Carroll, attrice statunitense († 1965)
- 1903 - Giovanni Grilli, politico italiano († 1978)
- 1903 - Asaf Messerer, ballerino e coreografo sovietico († 1992)
- 1903 - Fritz Schmidt, politico tedesco († 1943)
- 1904 - Steve Darrell, attore statunitense († 1970)
- 1904 - Gennaro de Gemmis, ingegnere, agronomo e bibliografo italiano († 1963)
- 1904 - Lippo Hertzka, calciatore e allenatore di calcio ungherese († 1951)
- 1904 - Leopold e Loeb, criminale statunitense († 1971)
- 1904 - Giovanni Moruzzi, biochimico italiano († 1990)
- 1904 - Antonio Vojak, calciatore e allenatore di calcio italiano († 1975)
- 1905 - Eleanor Audley, attrice e doppiatrice statunitense († 1991)
- 1905 - Tommy Dorsey, trombonista e direttore d'orchestra statunitense († 1956)
- 1905 - Isaac Kashdan, scacchista statunitense († 1985)
- 1905 - Roy Seawright, effettista statunitense († 1991)
- 1905 - Dante Valentino, allenatore di calcio e calciatore italiano († 1978)
- 1906 - Matvej Petrovič Bronštejn, fisico, astrofisico e divulgatore scientifico russo († 1938)
- 1906 - Paul II Cheikho, vescovo cattolico e patriarca cattolico iracheno († 1989)
- 1906 - William Cottrell, sceneggiatore e regista statunitense († 1995)
- 1906 - Franz Schädle, militare tedesco († 1945)
- 1906 - Henri Temianka, violinista e insegnante statunitense († 1992)
- 1907 - Luigi Beccali, mezzofondista italiano († 1990)
- 1907 - Fernand Cornez, ciclista su strada e ciclocrossista francese († 1997)
- 1907 - Giulio Crosti, giornalista e scrittore italiano († 1985)
- 1907 - James Darcy Freeman, cardinale e arcivescovo cattolico australiano († 1991)
- 1907 - Egidio Martinović, calciatore e allenatore di calcio italiano († 1993)
- 1907 - Chieko Naniwa, attrice giapponese († 1973)
- 1907 - Jack Schaefer, scrittore e giornalista statunitense († 1991)
- 1907 - Run Run Shaw, imprenditore e filantropo cinese († 2014)
- 1907 - Andrés Stagnaro, calciatore argentino
- 1908 - Alan Baxter, attore statunitense († 1976)
- 1908 - Beulah Burns, attrice statunitense († 1970)
- 1908 - Jean-Yves Daniel-Lesur, compositore e organista francese († 2002)
- 1908 - Louis Darmanin, pallanuotista maltese († 1995)
- 1908 - Ruggero Moscati, storico italiano († 1981)
- 1908 - Aleksandar Tomašević, allenatore di calcio e calciatore jugoslavo († 1988)
- 1909 - Peter Drucker, economista e saggista austriaco († 2005)
- 1909 - Erik Persson, calciatore svedese († 1989)
- 1909 - Rüdiger Pipkorn, militare tedesco († 1945)
- 1909 - Giuseppe Rizza, calciatore italiano
- 1910 - Domenico Ceccarossi, musicista italiano († 1997)
- 1910 - David Dunlap, canottiere statunitense († 1994)
- 1910 - Douglas Gairdner, pediatra scozzese († 1992)
- 1910 - Gladys Lounsbury Hobby, microbiologa statunitense († 1993)
- 1910 - Griffith Jones, attore britannico († 2007)
- 1910 - Georg Köhl, calciatore tedesco († 1944)
- 1910 - Aldo Magri, generale italiano († 1996)
- 1910 - Emilio Patrissi, politico italiano († 1980)
- 1911 - Salvatore Di Benedetto, politico e partigiano italiano († 2006)
- 1911 - Giuseppe Moles, militare italiano († 1938)
- 1911 - Ioan Ploscaru, arcivescovo cattolico rumeno († 1998)
- 1912 - Manliff Barrington, pilota motociclistico irlandese († 1999)
- 1912 - Giorgio Bigongiari, presbitero italiano († 1944)
- 1912 - Gianni Caldana, lunghista, ostacolista e velocista italiano († 1995)
- 1912 - Domingos da Guia, calciatore brasiliano († 2000)
- 1912 - Guido Giuliante, medico, poeta e politico italiano († 1976)
- 1912 - Terenzio Magliano, scrittore e politico italiano († 1989)
- 1912 - Vittorio Marcoz, militare italiano († 1940)
- 1912 - Luigi Michelazzi, militare italiano († 1936)
- 1912 - George Emil Palade, biologo e medico romeno († 2008)
- 1912 - Robert Paverick, calciatore belga († 1994)
- 1912 - Erzsi Paál, attrice ungherese († 1973)
- 1912 - Joan Sales, romanziere, poeta e traduttore spagnolo († 1983)
- 1913 - Ataúlfo Argenta, musicista spagnolo († 1958)
- 1913 - Germana Malabarba, ginnasta italiana († 2002)
- 1913 - Shōmatsu Yokoyama, medico giapponese († 1992)
- 1914 - Dominic Brooklier, mafioso statunitense († 1984)
- 1914 - Luigi Maria Carli, arcivescovo cattolico italiano († 1986)
- 1914 - B. Reeves Eason Jr., attore statunitense († 1921)
- 1914 - Mills Godwin, politico statunitense († 1999)
- 1915 - Cesarina Gheraldi, attrice italiana († 1986)
- 1915 - Najeeb Halaby, aviatore statunitense († 2003)
- 1915 - Anita Lizana, tennista cilena († 1994)
- 1915 - Joseph Moingt, presbitero e teologo francese († 2020)
- 1915 - Arno Schönberger, storico dell'arte tedesco († 1993)
- 1915 - Earl Wilbur Sutherland, fisiologo statunitense († 1974)
- 1916 - Dino Del Bo, antifascista, partigiano e politico italiano († 1991)
- 1916 - Vicente Ferreira da Silva, filosofo e matematico brasiliano († 1963)
- 1916 - George Hall, attore statunitense († 2002)
- 1916 - Albino Pierro, poeta italiano († 1995)
- 1916 - Aurelio Zennaro, calciatore italiano († 1984)
- 1917 - Anna Avanzini, ginnasta italiana († 2011)
- 1917 - Indira Gandhi, politica indiana († 1984)
- 1917 - Nelson Iacovini, economista italiano († 1982)
- 1917 - Giuseppe La Rosa, politico italiano († 2011)
- 1917 - Louis Laurie, pugile statunitense († 2002)
- 1917 - Nuritdin Muchitdinov, politico e diplomatico sovietico († 2008)
- 1917 - Philippe Ragueneau, giornalista e scrittore francese († 2003)
- 1917 - Sylvester William Treinen, vescovo cattolico statunitense († 1996)
- 1918 - Hendrik Christoffel van de Hulst, astronomo e matematico olandese († 2000)
- 1918 - William Robert Johnson, vescovo cattolico statunitense († 1986)
- 1918 - Antoni Kępiński, medico polacco († 1972)
- 1918 - Olavi Puro, militare e aviatore finlandese († 1999)
- 1918 - Harry Worrall, calciatore inglese († 1979)
- 1919 - Ken Buehler, cestista statunitense († 2019)
- 1919 - Ettore De Corti, militare italiano († 1943)
- 1919 - Ladislav Kareš, calciatore cecoslovacco († 2001)
- 1919 - Jozef Kuchár, calciatore slovacco († 1989)
- 1919 - Lynn Merrick, attrice statunitense († 2007)
- 1919 - Nicolas Pauly, calciatore lussemburghese († 1981)
- 1919 - Manuel Pelegrina, calciatore argentino († 1992)
- 1919 - Gillo Pontecorvo, regista, sceneggiatore e attore italiano († 2006)
- 1919 - Bram Wiertz, calciatore olandese († 2013)
- 1919 - Alan Young, attore, doppiatore e sceneggiatore britannico († 2016)
- 1920 - Mario Casacci, sceneggiatore italiano († 1995)
- 1920 - Eva Fischer, pittrice jugoslava († 2015)
- 1920 - Renato Lupi, attore italiano († 2000)
- 1920 - Gene Tierney, attrice statunitense († 1991)
- 1921 - Géza Anda, pianista ungherese († 1976)
- 1921 - Michel Bonnevie, cestista francese († 2018)
- 1921 - Renato Bruscaglia, incisore italiano († 1999)
- 1921 - Roy Campanella, giocatore di baseball statunitense († 1993)
- 1921 - Luigi Silori, scrittore, critico letterario e conduttore televisivo italiano († 1983)
- 1921 - Henri de Turenne, giornalista e sceneggiatore francese († 2016)
- 1922 - Ado Guido Di Mauro, politico italiano († 2011)
- 1922 - Juan Gazsó, cestista argentino († 2003)
- 1922 - Luciano Grossi Bianchi, architetto, storico dell'architettura e ingegnere italiano († 2013)
- 1922 - Jurij Knorozov, linguista, epigrafista e etnografo russo († 1999)
- 1922 - Rajko Mitić, calciatore e allenatore di calcio jugoslavo († 2008)
- 1922 - Ernest Sterckx, ciclista su strada e pistard belga († 1975)
- 1922 - Umberto Zurlini, politico italiano († 1968)
- 1923 - Piera Aulagnier, psichiatra e psicoanalista italiana († 1990)
- 1923 - Eliseo Lodi, allenatore di calcio e calciatore italiano († 2012)
- 1923 - Monica Lovinescu, giornalista, scrittrice e critica letteraria romena († 2008)
- 1923 - María Isabel Chorobik de Mariani, attivista argentina († 2018)
- 1924 - J. D. Sumner, basso statunitense († 1998)
- 1924 - Björn Kurtén, paleontologo e scrittore finlandese († 1988)
- 1924 - Thor Lunde, calciatore norvegese († 2002)
- 1924 - Jan Otčenášek, scrittore, drammaturgo e sceneggiatore ceco († 1979)
- 1924 - William Russell, attore britannico († 2024)
- 1924 - Mutesa II di Buganda, politico ugandese († 1969)
- 1925 - Zygmunt Bauman, sociologo, filosofo e saggista polacco († 2017)
- 1925 - Jean Bogaerts, ciclista su strada e pistard belga († 2017)
- 1925 - Hans P. Eugster, mineralogista e geologo statunitense († 1987)
- 1925 - Benita Martini, doppiatrice italiana
- 1925 - Mauro Morassi, regista e sceneggiatore italiano († 1966)
- 1925 - Eddie Russo, pilota automobilistico statunitense († 2012)
- 1926 - Corrado Belci, politico e giornalista italiano († 2011)
- 1926 - Jeane Kirkpatrick, politica e diplomatica statunitense († 2006)
- 1926 - Herb Krautblatt, cestista statunitense († 1999)
- 1926 - Ladislav Legenstein, ex tennista austriaco
- 1926 - Pino Rauti, politico e giornalista italiano († 2012)
- 1927 - Bimal Chandra, nuotatore indiano († 1998)
- 1927 - David Ely, scrittore statunitense
- 1927 - Arnaldo Pittoni, politico italiano († 2004)
- 1927 - Tapio Pöyhönen, cestista finlandese († 2011)
- 1928 - Eleonora Barbieri Masini, sociologa italiana († 2022)
- 1928 - Mario Di Maio, partigiano, antifascista e poeta italiano
- 1928 - Rex Holman, attore statunitense
- 1928 - Emila Medková, fotografa cecoslovacca († 1985)
- 1928 - Paulette Neyraud, cestista francese († 2004)
- 1928 - Pons Saldaña, cestista filippino († 2006)
- 1929 - James Lee Barrett, sceneggiatore e paroliere statunitense († 1989)
- 1929 - Aram Boghossian, ex nuotatore brasiliano
- 1929 - Enzo Boschetti, presbitero italiano († 1993)
- 1929 - Norman Cantor, scrittore e medievista canadese († 2004)
- 1929 - Giorgio Celiberti, pittore e scultore italiano
- 1929 - Etchika Choureau, attrice francese († 2022)
- 1929 - Giorgio Cori, ex calciatore italiano
- 1929 - Giuseppe Ferralasco, politico e medico italiano († 1986)
- 1929 - Giuseppe Galasso, storico, giornalista e politico italiano († 2018)
- 1929 - Jack Kelsey, calciatore gallese († 1992)
- 1930 - Josette Amiel, ballerina e coreografa francese
- 1930 - Paul de Casteljau, fisico, matematico e ingegnere francese († 2022)
- 1930 - Anne Heaton, ballerina britannica († 2020)
- 1930 - Jackie McKeever, attrice statunitense († 2007)
- 1930 - Kurt Nielsen, tennista danese († 2011)
- 1930 - Bernard Noël, poeta, scrittore e critico d'arte francese († 2021)
- 1930 - Christian Schwarz-Schilling, politico e diplomatico tedesco
- 1931 - Italo Corradino, calciatore italiano († 2024)
- 1931 - Harry Kesten, matematico statunitense († 2019)
- 1931 - Vassil, calciatore brasiliano († 1989)
- 1932 - Stelio Belletti, artigiano e imprenditore italiano
- 1932 - Elio Ferrazzi, calciatore italiano († 1978)
- 1932 - Enzo Foglianese, giornalista italiano
- 1932 - Eleanor Francis Helin, astronoma statunitense († 2009)
- 1932 - Arrigo Lampugnani Nigri, editore italiano
- 1933 - Gilda Aranda, ex nuotatrice messicana
- 1933 - Alan Jackson, pistard britannico († 1974)
- 1933 - Larry King, conduttore televisivo, conduttore radiofonico e giornalista statunitense († 2021)
- 1933 - Alfonso Martucci, avvocato e politico italiano († 2008)
- 1933 - Nicolae Rainea, arbitro di calcio rumeno († 2015)
- 1934 - Billy Atkins, giocatore di football americano statunitense († 1991)
- 1934 - Roland Ducke, calciatore tedesco orientale († 2005)
- 1934 - Milan Dvořák, calciatore cecoslovacco († 2022)
- 1934 - Paul Glass, compositore e pedagogo statunitense
- 1934 - Kurt Hamrin, calciatore e allenatore di calcio svedese († 2024)
- 1934 - Valentin Koz'mič Ivanov, allenatore di calcio e calciatore sovietico († 2011)
- 1934 - Giuseppe Lo Curzio, politico italiano
- 1935 - Elio Catola, ex ostacolista italiano
- 1935 - Bruno Coppi, fisico italiano
- 1935 - Andon Dončevski, allenatore di calcio e ex calciatore macedone
- 1935 - Frank Lui, politico niueano († 2021)
- 1935 - Atanas Pejčinski, cestista bulgaro († 2021)
- 1935 - Quirino Principe, critico musicale, musicologo e traduttore italiano
- 1935 - Jack Welch, dirigente d'azienda statunitense († 2020)
- 1935 - Eduardo Zuleta, tennista ecuadoriano († 2024)
- 1936 - Armand Su, poeta e esperantista cinese († 1990)
- 1936 - Dick Cavett, conduttore televisivo, scrittore e comico statunitense
- 1936 - Ray Collins, musicista statunitense († 2012)
- 1936 - Gilbert Favre, flautista e antropologo svizzero († 1998)
- 1936 - Mihai Ionescu, calciatore rumeno († 2011)
- 1936 - Yuan T. Lee, chimico taiwanese
- 1936 - Viktor Radev, cestista bulgaro († 2014)
- 1936 - Ljubiša Samardžić, attore e regista serbo († 2017)
- 1936 - Philippe C. Schmitter, politologo e saggista statunitense
- 1937 - Haydée Tamara Bunke Bider, rivoluzionaria e guerrigliera argentina († 1967)
- 1937 - Luís Carlos Nunes da Silva, allenatore di calcio e calciatore brasiliano († 2015)
- 1937 - Michele Francesio, compositore italiano († 2011)
- 1937 - John Hagart, allenatore di calcio e calciatore scozzese († 2010)
- 1937 - Ivana Bernini Lavezzo, politica italiana († 2017)
- 1937 - Vincenzo Tomassi, montatore italiano († 1993)
- 1937 - Simonetta Tosi, biologa e medico italiana († 1984)
- 1937 - Maria Luisa Uggetti, fumettista italiana († 2024)
- 1938 - Hank Medress, cantante e produttore discografico statunitense († 2007)
- 1938 - Valerio Mignone, politico italiano
- 1938 - Enrico Nova, calciatore italiano († 1998)
- 1938 - Ted Turner, imprenditore, produttore televisivo e dirigente sportivo statunitense
- 1939 - Emil Constantinescu, politico e geologo rumeno
- 1939 - Bobby Cram, calciatore inglese († 2007)
- 1939 - Gianfranco Goberti, pittore italiano († 2023)
- 1939 - Tom Harkin, politico statunitense
- 1939 - Claudio Risé, psicologo, giornalista e saggista italiano
- 1939 - Richard Zare, chimico statunitense
- 1940 - Saverio Di Bella, storico e politico italiano
- 1940 - Liz Ferris, tuffatrice britannica († 2012)
- 1940 - Maeve Fort, diplomatica inglese († 2008)
- 1940 - Alberto Nessi, scrittore svizzero
- 1940 - Katalin Szalontay, ex schermitrice ungherese
- 1940 - Mick Tingelhoff, giocatore di football americano statunitense († 2021)
- 1941 - Ivanka Hristova, pesista bulgara († 2022)
- 1941 - Giuseppe Martellotta, politico italiano († 2025)
- 1941 - José Pantieri, storico del cinema italiano († 2013)
- 1941 - Theodor Redder, ex calciatore tedesco
- 1941 - Michela Roc, attrice italiana († 2013)
- 1941 - Tommy Thompson, politico statunitense
- 1942 - Gary Ackerman, politico statunitense
- 1942 - Christine Buchegger, attrice austriaca († 2014)
- 1942 - María de las Casas, modella venezuelana († 2013)
- 1942 - Calvin Klein, stilista, designer e imprenditore statunitense
- 1942 - Emory Kristof, fotografo statunitense († 2023)
- 1942 - Serge Panizza, schermidore francese († 2016)
- 1942 - József Prieszol, ex cestista ungherese
- 1942 - Maurizio Torrini, storico della filosofia italiano († 2019)
- 1942 - Zenon Zaczyński, calciatore polacco († 2025)
- 1942 - Alberto Zamot, ex cestista portoricano
- 1943 - Marcello Baraghini, attivista e editore italiano
- 1943 - Alberto Fernández, ex calciatore spagnolo
- 1943 - Massimo Fini, giornalista, saggista e attivista italiano
- 1943 - Massimo Gatti, fotografo e imprenditore svizzero († 2015)
- 1943 - Daniel Kobialka, violinista e compositore statunitense († 2021)
- 1943 - Fred Lipsius, musicista statunitense
- 1943 - Lorna Maitland, attrice cinematografica statunitense
- 1943 - Agostino Paravicini Bagliani, storico italiano
- 1944 - Agnes Baltsa, mezzosoprano greco
- 1944 - Paolo Bolognesi, politico e scrittore italiano
- 1944 - Klaus Fichtel, ex calciatore tedesco
- 1944 - Fulvio Francesconi, ex calciatore italiano
- 1944 - Dennis Hull, ex hockeista su ghiaccio canadese
- 1944 - Giulio Marra, anglista e critico letterario italiano
- 1944 - Josep Maria Pou, attore spagnolo
- 1944 - Sergio Solli, attore italiano († 2023)
- 1945 - Dumitru Dumitriu, allenatore di calcio e ex calciatore rumeno
- 1945 - Bernard Guyot, ciclista su strada e pistard francese († 2021)
- 1945 - Chris Jones, ex calciatore inglese
- 1945 - Andy McCulloch, batterista inglese
- 1945 - Frans Sammut, scrittore, saggista e drammaturgo maltese († 2011)
- 1946 - Vladyslav Kryščyšyn, sollevatore sovietico († 2001)
- 1946 - Methodios, vescovo ortodosso statunitense
- 1946 - Christer Tonning, ex calciatore svedese
- 1946 - Abdul Rahman bin Sa'ud Al Sa'ud, principe e dirigente sportivo saudita († 2004)
- 1947 - Mario Ciaccia, politico, magistrato e scrittore italiano
- 1947 - Rolando Garbey, pugile cubano († 2023)
- 1947 - Scott Hunter, giocatore di football americano statunitense
- 1947 - Vasilīs Kōnstantinou, ex calciatore greco
- 1947 - Denis Smith, ex calciatore e allenatore di calcio inglese
- 1947 - Lamar Smith, politico statunitense
- 1948 - Giuseppe Brumatti, cestista e dirigente sportivo italiano († 2011)
- 1948 - Feliciano Montero, storico spagnolo († 2018)
- 1948 - Edi Stöllinger, pilota motociclistico austriaco († 2006)
- 1949 - Freya Aswynn, musicista, pittrice e astrologa olandese
- 1949 - Michael Barton, ittiologo statunitense
- 1949 - Amy Gutmann, politologa statunitense
- 1949 - Nikolaj Karpov, attore teatrale russo († 2014)
- 1949 - Ahmad Rashād, ex giocatore di football americano statunitense
- 1949 - Chito Reyes, ex cestista messicano
- 1949 - Paolo Emilio Taddei, politico italiano († 2014)
- 1950 - Mario Azzopardi, regista e sceneggiatore maltese
- 1950 - Peter Biyiasas, scacchista canadese
- 1950 - Giovanni Didonè, politico italiano
- 1950 - Carlo Fusaro, costituzionalista e politico italiano
- 1950 - Keizō Imai, ex calciatore giapponese
- 1950 - Lubomír Knapp, ex calciatore cecoslovacco
- 1950 - Níkos Kotziás, politico greco
- 1950 - Tom Payne, ex cestista statunitense
- 1950 - Philip Pickett, flautista inglese
- 1950 - William Schabas, giurista canadese
- 1950 - Ron Thomas, cestista statunitense († 2018)
- 1951 - Zeenat Aman, modella e attrice indiana
- 1951 - Charles Falconer, barone Falconer di Thoroton, politico britannico
- 1951 - Gerhard Feige, vescovo cattolico e teologo tedesco
- 1951 - Bernardo Fort-Brescia, architetto e imprenditore peruviano
- 1951 - Mihai Ghimpu, politico moldavo
- 1951 - Panagiōtīs Lafazanīs, politico greco
- 1951 - Renato Micallef, cantante maltese
- 1951 - Ugo Morelli, saggista e psicologo italiano
- 1951 - Giuliano Poletti, politico italiano
- 1951 - Enrique Rodríguez, pugile spagnolo († 2022)
- 1952 - Silvana Arbia, giurista italiana
- 1952 - Carlo Ciccioli, politico e medico italiano
- 1952 - Hilary Henkin, sceneggiatrice statunitense
- 1952 - Axel Lutter, attore, conduttore radiofonico e doppiatore tedesco
- 1952 - Marco Paoli, storico dell'arte, bibliografo e saggista italiano
- 1952 - Christian Seznec, ex ciclista su strada francese
- 1953 - António José Bastos Lopes, ex calciatore portoghese
- 1953 - Robert Beltran, attore statunitense
- 1953 - Marcos Mauricio Córdoba, giurista e avvocato argentino
- 1953 - Fina García, ex cestista spagnola
- 1953 - Anna Marchesini, attrice teatrale, comica e doppiatrice italiana († 2016)
- 1953 - Francisco Mujika Garmendia, terrorista spagnolo
- 1953 - Kanıbek Osmonaliev, ex sollevatore sovietico
- 1953 - Richard Todd, ex giocatore di football americano statunitense
- 1953 - Tom Villard, attore statunitense († 1994)
- 1954 - Ron Baker, ex giocatore di football americano statunitense
- 1954 - Michel Comte, fotografo svizzero
- 1954 - Baldassare Di Maggio, mafioso italiano
- 1954 - Andrzej Halemba, presbitero e traduttore polacco
- 1954 - Edoardo Milesi, architetto italiano
- 1954 - Terry Moore, fumettista statunitense
- 1954 - Kathleen Quinlan, attrice statunitense
- 1954 - Abdel Fattah al-Sisi, ex militare e politico egiziano
- 1954 - Charlotte Alexandra, attrice britannica
- 1955 - Marilda Donà, attrice italiana
- 1955 - Francisco González, ex tennista paraguaiano
- 1955 - Gloria Guida, attrice e conduttrice televisiva italiana
- 1955 - Sam Hamm, sceneggiatore statunitense
- 1955 - Reima Salonen, ex marciatore finlandese
- 1955 - Ulla Tapaninen, attrice, comica e doppiatrice finlandese
- 1955 - Dianne de Leeuw, ex pattinatrice artistica su ghiaccio olandese
- 1956 - Olivier Carrard, schermidore e dirigente sportivo svizzero
- 1956 - Eileen Collins, ex astronauta statunitense
- 1956 - Ann Curry, giornalista e fotoreporter statunitense
- 1956 - Miguel Ángel Gutiérrez, ex calciatore peruviano
- 1956 - Jim Hodges, politico e avvocato statunitense
- 1956 - Vladimir Andreevič Konstantinov, politico russo
- 1956 - Michele Nicoletti, filosofo e politico italiano
- 1956 - Glynnis O'Connor, attrice statunitense
- 1956 - Aldo Piazza, politico italiano
- 1957 - Luciano Adami, allenatore di calcio e ex calciatore italiano
- 1957 - George Berry, ex calciatore gallese
- 1957 - Leo Colonna, attore e compositore italiano
- 1957 - Francesco Farina, dirigente sportivo e politico italiano
- 1957 - Joel Goldsmith, compositore statunitense († 2012)
- 1957 - Ofra Haza, cantante e attrice israeliana († 2000)
- 1957 - Eek-A-Mouse, cantante giamaicano
- 1957 - Tom Virtue, attore statunitense
- 1958 - Isabella Blow, editrice britannica († 2007)
- 1958 - Algirdas Butkevičius, politico lituano
- 1958 - Jean-François Clervoy, astronauta francese
- 1958 - Daniela Conti, attrice italiana
- 1958 - Claudio Foscarini, allenatore di calcio e ex calciatore italiano
- 1958 - Annette Gordon-Reed, storica e docente statunitense
- 1958 - Maurizio Grosselli, ex calciatore italiano
- 1958 - Charlie Kaufman, sceneggiatore, produttore cinematografico e regista statunitense
- 1958 - Mette Mestad, ex biatleta norvegese
- 1958 - Jean-Marc Muffat, ex sciatore alpino francese
- 1958 - Gianni Pittella, politico italiano
- 1958 - Hugo Villegas, ex cestista messicano
- 1958 - Stanislav Zvolenský, arcivescovo cattolico slovacco
- 1959 - Rob Ashford, regista teatrale e coreografo statunitense
- 1959 - Robert Emmet Barron, vescovo cattolico statunitense
- 1959 - Jo Bonner, politico statunitense
- 1959 - Terrence C. Carson, attore e doppiatore statunitense
- 1959 - Timothy Conigrave, scrittore, attore teatrale e attivista australiano († 1994)
- 1959 - Philippe Hinschberger, allenatore di calcio e ex calciatore francese
- 1959 - Allison Janney, attrice statunitense
- 1959 - Reynel Montoya, ex ciclista su strada colombiano
- 1959 - Jürgen Nolte, ex schermidore tedesco
- 1959 - Roberto Valderas, ex cestista portoricano
- 1959 - Hilde de Mildt, attrice, doppiatrice e direttrice del doppiaggio olandese
- 1960 - Richard Anderson, ex cestista statunitense
- 1960 - Per Carlén, ex pallamanista e allenatore di pallamano svedese
- 1960 - Lorena Frigo, ex sciatrice alpina italiana
- 1960 - Taleesa, cantante italiana
- 1960 - Olivier Jean-Marie, animatore e regista francese († 2021)
- 1960 - Jan Koneffke, scrittore tedesco
- 1960 - Roberto Mandressi, allenatore di calcio e ex calciatore italiano
- 1960 - Kirk McCarthy, pilota motociclistico australiano († 2004)
- 1960 - Miss Elizabeth, statunitense († 2003)
- 1960 - Marina Rodnina, biochimica ucraina
- 1960 - Matt Sorum, batterista statunitense
- 1960 - Daniel Villarreal, attore statunitense
- 1961 - Antoine d'Agata, fotografo francese
- 1961 - Mark Chamberlain, ex calciatore e allenatore di calcio inglese
- 1961 - Loris Dominissini, calciatore e allenatore di calcio italiano († 2021)
- 1961 - Mike Mularkey, ex giocatore di football americano e allenatore di football americano statunitense
- 1961 - Meg Ryan, attrice, regista e produttrice cinematografica statunitense
- 1961 - Pernille Svarre, ex pentatleta danese
- 1961 - Crystal Waters, cantante statunitense
- 1962 - Amado Boudou, politico e economista argentino
- 1962 - Glenn Buchanan, ex nuotatore australiano
- 1962 - Jodie Foster, attrice, regista e produttrice cinematografica statunitense
- 1962 - Francesco Giuseppe del Liechtenstein, principe liechtensteinese († 1991)
- 1962 - Sean Parnell, politico e avvocato statunitense
- 1962 - Nicole Stott, ex astronauta e ingegnere statunitense
- 1963 - John Acquaviva, disc jockey e produttore discografico italiano
- 1963 - Éric Bonneval, ex rugbista a 15 e giornalista francese
- 1963 - Davi Cortes da Silva, ex calciatore brasiliano
- 1963 - Concita De Gregorio, giornalista, scrittrice e conduttrice radiofonica italiana
- 1963 - Mohamed Hafez El-Sayed, ex sollevatore egiziano
- 1963 - Cirilo Escalona, cestista panamense († 2015)
- 1963 - Terry Farrell, attrice e modella statunitense
- 1963 - Paul Foerster, ex velista statunitense
- 1963 - Kamel Kadri, ex calciatore algerino
- 1963 - Luzizila Kiala, arcivescovo cattolico angolano
- 1963 - Gary Riley, attore statunitense
- 1963 - Manuel Uquillas, ex calciatore ecuadoriano
- 1964 - Leo Colovini, autore di giochi italiano
- 1964 - Vincenzo Costantino, poeta, scrittore e cantautore italiano
- 1964 - Saverio De Bonis, politico italiano
- 1964 - Béatrice Gafner, ex sciatrice alpina svizzera
- 1964 - Paolo Garutti, ex sciatore alpino italiano
- 1964 - Phil Hughes, allenatore di calcio e ex calciatore nordirlandese
- 1964 - Bruno Incarbona, ex calciatore italiano
- 1964 - Marzio Liuni, politico italiano
- 1964 - Radmilo Mihajlović, ex calciatore jugoslavo
- 1964 - Chiara Mio, economista italiana
- 1964 - Eric Musselman, ex cestista, allenatore di pallacanestro e dirigente sportivo statunitense
- 1964 - Petr Nečas, politico ceco
- 1964 - Nicholas Patrick, ex astronauta britannico
- 1964 - Ronnie Sinclair, ex calciatore scozzese
- 1964 - Fabio Valdambrini, fumettista italiano
- 1964 - Svetlana Varganova, ex nuotatrice sovietica
- 1964 - Ernesta Venuto, ex calciatrice italiana
- 1964 - Robert Young, chitarrista e bassista britannico († 2014)
- 1965 - Gary Ablett, calciatore e allenatore di calcio inglese († 2012)
- 1965 - Laurent Blanc, allenatore di calcio e ex calciatore francese
- 1965 - Nelson Carmichael, ex sciatore freestyle statunitense
- 1965 - Douglas Henshall, attore britannico
- 1965 - Peter Kember, polistrumentista, cantautore e compositore britannico
- 1965 - Nílson Esídio Mora, ex calciatore brasiliano
- 1965 - Jason Pierce, polistrumentista, cantautore e compositore britannico
- 1965 - Paul Weitz, regista, sceneggiatore e produttore cinematografico statunitense
- 1966 - Dominique Arnould, dirigente sportivo, ex ciclocrossista e ciclista su strada francese
- 1966 - Wolfgang Bodison, attore statunitense
- 1966 - Shmuley Boteach, rabbino, scrittore e teologo statunitense
- 1966 - Lorenzo De Pretto, illustratore, fumettista e regista italiano
- 1966 - Gail Devers, ex ostacolista e velocista statunitense
- 1966 - Luca Intoppa, attore e dialoghista italiano
- 1966 - Jason Scott Lee, attore statunitense
- 1966 - Shade Munro, rugbista a 15 e allenatore di rugby a 15 britannico
- 1966 - Gary Oliver, attore britannico
- 1966 - Fabio Rizzi, politico italiano
- 1966 - Hans Zollner, religioso, teologo e psicologo tedesco
- 1967 - Paolo Constantini, ex giocatore di curling italiano
- 1967 - Brent Dabbs, ex cestista statunitense
- 1967 - Ludwig Gredler, biatleta e fondista austriaco
- 1967 - Ruta Sepetys, scrittrice statunitense
- 1967 - Hasna del Marocco, principessa e ambientalista marocchina
- 1968 - Katarina Barley, politica e avvocato tedesca
- 1968 - Massimo Beghetto, allenatore di calcio e ex calciatore italiano
- 1968 - Mark Bonnar, attore scozzese
- 1968 - Derek Drymon, sceneggiatore, animatore e regista cinematografico statunitense
- 1968 - Gordon Fraser, dirigente sportivo e ex ciclista su strada canadese
- 1968 - Roar Johansen, dirigente sportivo e allenatore di calcio norvegese
- 1968 - Alessandro Puzar, pilota motociclistico italiano
- 1969 - Philippe Adams, ex pilota automobilistico belga
- 1969 - Erika Alexander, attrice statunitense
- 1969 - Allison Balson, attrice e cantautrice statunitense
- 1969 - Shirō Hamaguchi, compositore giapponese
- 1969 - Patrick Hefti, ex calciatore liechtensteinese
- 1969 - Kazuma Kodaka, fumettista giapponese
- 1969 - Michael Lee, batterista britannico († 2008)
- 1969 - Igor Pamić, allenatore di calcio e ex calciatore croato
- 1969 - Ertuğrul Sağlam, allenatore di calcio e ex calciatore turco
- 1969 - Viktor Skrypnyk, allenatore di calcio e ex calciatore ucraino
- 1969 - Khumron Sumranphun, ex calciatore e ex giocatore di calcio a 5 thailandese
- 1969 - Richard Virenque, ex ciclista su strada francese
- 1969 - Ana Álvarez, attrice spagnola
- 1970 - Mario Barilko, ex calciatore uruguaiano
- 1970 - Elisabetta Cametti, scrittrice italiana
- 1970 - Reggie Corrigan, ex rugbista a 15 e allenatore di rugby a 15 irlandese
- 1970 - Andrea Jublin, regista e sceneggiatore italiano
- 1970 - Natal'ja Martynova, ex fondista russa
- 1970 - Andrea Santangelo, storico e scrittore italiano
- 1970 - Claudinei da Silva, ex velocista e ex bobbista brasiliano
- 1971 - Isabelle Galmiche, copilota di rally francese
- 1971 - Justin Chancellor, bassista britannico
- 1971 - Dmitrij Juškevič, ex hockeista su ghiaccio russo
- 1971 - Ferran López, dirigente sportivo e ex cestista spagnolo
- 1971 - Jeremy McGrath, pilota motociclistico statunitense
- 1971 - Mia Molinari, ballerina italiana
- 1971 - Naoko Mori, attrice e doppiatrice giapponese
- 1971 - Tony Rich, cantante e musicista statunitense
- 1971 - Andrea Sarubbi, giornalista, politico e blogger italiano
- 1971 - Giulio Tampalini, chitarrista italiano
- 1971 - Toshihiro Yamaguchi, ex calciatore giapponese
- 1972 - Kamil Bayramov, ex calciatore azero
- 1972 - Matt Cockbain, ex rugbista a 15 e allenatore di rugby a 15 australiano
- 1972 - Moses Gikenyi, ex calciatore keniota
- 1972 - Alex Hardcastle, regista britannico
- 1972 - Sandrine Holt, attrice e modella canadese
- 1972 - Takeshi Mizuuchi, ex calciatore giapponese
- 1972 - Antonio Notario, ex calciatore spagnolo
- 1972 - Povia, cantautore italiano
- 1972 - Brad Wilson, allenatore di calcio e ex calciatore statunitense
- 1973 - Prince Koranteng Amoako, ex calciatore ghanese
- 1973 - Billy Currington, cantante e scrittore statunitense
- 1973 - Luigi Ferrigno, scenografo italiano
- 1973 - Savion Glover, ballerino, coreografo e attore statunitense
- 1973 - Cristian Iannuzzi, politico italiano
- 1973 - André Lenz, ex calciatore tedesco
- 1973 - Jamir Miller, ex giocatore di football americano statunitense
- 1973 - Cédric Pillac, schermidore francese
- 1973 - Franck Renou, ex calciatore francese
- 1973 - Ryukishi07, scrittore e disegnatore giapponese
- 1973 - Takahiro Sunada, maratoneta e ultramaratoneta giapponese
- 1973 - Kenji Ōshiba, ex calciatore giapponese
- 1974 - Morten Bergeton Iversen, chitarrista norvegese
- 1974 - Buckshot, rapper statunitense
- 1974 - Filippo Crociati, ex giocatore di baseball italiano
- 1974 - Zoltán Farkas, ex sollevatore ungherese
- 1974 - Juli Fernández, ex calciatore andorrano
- 1974 - Jiří Novák, allenatore di pallavolo e ex pallavolista ceco
- 1974 - Martelinho, allenatore di calcio e ex calciatore portoghese
- 1974 - Raffaele Quattrone, sociologo italiano
- 1974 - Vitalij Reva, ex calciatore ucraino
- 1974 - Sandro Ricci, arbitro di calcio brasiliano
- 1974 - JaJa Richards, ex cestista americo-verginiano
- 1974 - Daisuke Saito, ex calciatore giapponese
- 1974 - Roberts Štelmahers, allenatore di pallacanestro e ex cestista lettone
- 1975 - Toby Bailey, ex cestista statunitense
- 1975 - Anne Burghardt, teologa estone
- 1975 - Ricardo Garcia, dirigente sportivo e ex pallavolista brasiliano
- 1975 - Daniela Gattelli, ex pallavolista e ex giocatrice di beach volley italiana
- 1975 - Kristine Kristiansen, ex sciatrice alpina norvegese
- 1975 - Ezequiel Mosquera, ex ciclista su strada spagnolo
- 1975 - Victor Payne, ex cestista barbadiano
- 1975 - Monte Pittman, chitarrista statunitense
- 1975 - Rollergirl, cantante tedesca
- 1975 - Sushmita Sen, attrice e modella indiana
- 1975 - Jens Jacob Tychsen, attore, doppiatore e direttore del doppiaggio danese
- 1976 - Paolo Bignamini, regista, drammaturgo e giornalista italiano
- 1976 - Alessandro Borghese, cuoco, conduttore televisivo e imprenditore italiano
- 1976 - Eric Bostrom, pilota motociclistico statunitense
- 1976 - Jack Dorsey, informatico, imprenditore e filantropo statunitense
- 1976 - Robin Dunne, attore canadese
- 1976 - Paolo Marcolin, giocatore di biliardo italiano
- 1976 - Vincenzo Moretti, ex calciatore italiano
- 1976 - Ángel Nieto Jr, pilota automobilistico e pilota motociclistico spagnolo
- 1976 - Sergi Punset, allenatore di hockey su pista spagnolo
- 1976 - Wayne Quinn, ex calciatore inglese
- 1976 - Leonel Reyes, calciatore boliviano
- 1976 - Natalie Rickli, politica svizzera
- 1976 - Sabrina Sadeghi, ex snowboarder statunitense
- 1976 - Toby Stevenson, ex astista statunitense
- 1976 - Petr Sýkora, hockeista su ghiaccio ceco
- 1976 - Stylianos Venetidīs, ex calciatore greco
- 1976 - Cecilia Vianini, ex nuotatrice italiana
- 1976 - Edoardo Zardini, ex sciatore alpino italiano
- 1977 - Antonio Bellavista, ex calciatore italiano
- 1977 - Mette Frederiksen, politica danese
- 1977 - Antony Gautier, arbitro di calcio francese
- 1977 - Limberg Gutiérrez, ex calciatore boliviano
- 1977 - Markus Hantschk, ex tennista tedesco
- 1977 - Paolo Lepore, allenatore di pallacanestro italiano
- 1977 - Diego Perrone, dirigente sportivo, allenatore di calcio e ex calciatore uruguaiano
- 1977 - Hina Rabbani Khar, politica pakistana
- 1977 - Samuela Sardo, attrice italiana
- 1977 - Reid Scott, attore statunitense
- 1977 - Shèna, cantante britannica
- 1977 - Kerri Strug, ex ginnasta statunitense
- 1978 - Magdalena Barile, drammaturga e sceneggiatrice italiana
- 1978 - Daniel Chong, regista, sceneggiatore e animatore statunitense
- 1978 - Mahé Drysdale, canottiere neozelandese
- 1978 - Lil' Mo, cantante statunitense
- 1978 - Eric Nenninger, attore statunitense
- 1978 - Věra Pospíšilová-Cechlová, ex discobola e pesista ceca
- 1979 - Francesco Arca, attore, personaggio televisivo e ex modello italiano
- 1979 - Mario Donadoni, ex calciatore italiano
- 1979 - Mate Dragičević, ex calciatore croato
- 1979 - Juan Carlos Falcón, ex calciatore argentino
- 1979 - Ryan Howard, ex giocatore di baseball e attore statunitense
- 1979 - Barry Jenkins, regista, sceneggiatore e produttore cinematografico statunitense
- 1979 - Larry Johnson, ex giocatore di football americano statunitense
- 1979 - Juliano Roberto Antonello, ex calciatore brasiliano
- 1979 - Katherine Kelly, attrice britannica
- 1979 - Kate McMeeken-Ruscoe, ex cestista neozelandese
- 1979 - Gabriel Pizarro, ex rugbista a 15 argentino
- 1979 - Jordi Vilches, attore spagnolo
- 1979 - Peter Wisgerhof, ex calciatore olandese
- 1979 - Mohammed al-Qahtani, terrorista saudita
- 1980 - Olivier Brand, ex sciatore alpino svizzero
- 1980 - Jamison Brewer, ex cestista statunitense
- 1980 - Oriana Civile, cantante e musicista italiana
- 1980 - Jevhenij Jenin, funzionario e politico ucraino († 2023)
- 1980 - John Konesky, chitarrista statunitense
- 1980 - Yipsi Moreno, martellista cubana
- 1980 - Vincent Planté, allenatore di calcio e ex calciatore francese
- 1980 - Vladimir Radmanović, ex cestista serbo
- 1980 - Hannes Paul Schmid, ex sciatore alpino italiano
- 1980 - Rodrigo Tabata, ex calciatore brasiliano
- 1980 - Velibor Vasilić, ex calciatore bosniaco
- 1980 - Narcisse Yaméogo, ex calciatore burkinabé
- 1981 - Carlos Araujo, ex calciatore argentino
- 1981 - Moor Mother, poetessa, musicista e attivista statunitense
- 1981 - Marcus Banks, ex cestista statunitense
- 1981 - Evgenija Chachina, ex fondista russa
- 1981 - Gaël Danic, ex calciatore francese
- 1981 - Silvia Eccher, ex calciatrice e allenatrice di calcio italiana
- 1981 - Ian Evatt, allenatore di calcio e ex calciatore inglese
- 1981 - Giacomo Falcini, schermidore italiano
- 1981 - Reginald Faria, ex calciatore surinamese
- 1981 - Juan Martín Fernández Lobbe, rugbista a 15 e allenatore di rugby a 15 argentino
- 1981 - André Lotterer, pilota automobilistico tedesco
- 1981 - Erica Marchetti, velocista italiana
- 1981 - Eriko Nakamura, attrice, doppiatrice e cantante giapponese
- 1981 - Aleksandr Osminin, pianista russo
- 1981 - Rory Palmer, politico britannico
- 1981 - Serhij Pšenyčnych, ex calciatore ucraino
- 1981 - Sydney Sibilia, regista, sceneggiatore e produttore cinematografico italiano
- 1981 - Tate Smith, canoista australiano
- 1981 - Yfke Sturm, modella olandese
- 1981 - Francesco Valente, batterista italiano
- 1982 - Sylvain Dufour, snowboarder francese
- 1982 - Anastasija Kazakul, fondista russa
- 1982 - Moussa Koita, ex calciatore francese
- 1982 - Rudi Locatin,  e ex hockeista su ghiaccio